# 減衰波

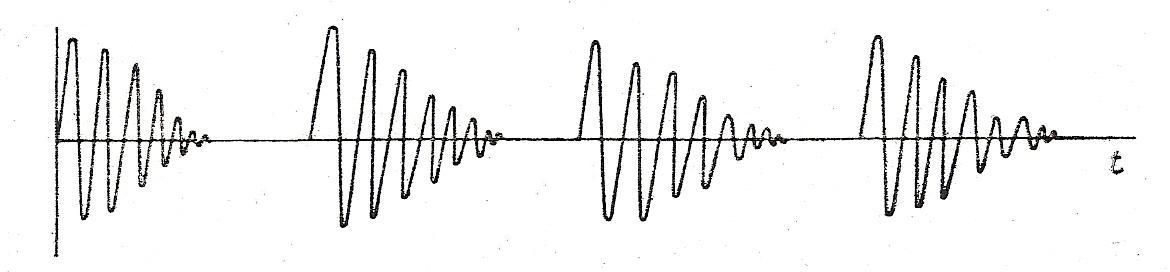
火花送信機から放射されるような一連の減衰波。このグラフでは、縦軸は波の振幅で、電圧や電界強度などの単位で表している。横軸は時間である。

減衰波（げんすいは、英語: damped wave）とは、振動の振幅が時間とともに減少して最終的にはゼロになる、指数関数的に減衰する正弦波である。この用語はまた、初期の無線送信機である火花送信機が生成する、減衰する電波のことも指す。情報はこの信号で電信によって運ばれ、モールス符号でメッセージを送信するために送信機をオン・オフした（オンオフ変調）。減衰波は、1920年頃に終了した無線電信時代に使用された最初の実用的な無線通信手段だった。無線工学では、一般に「クラスB」放射と呼ばれている。しかし、減衰波は広い帯域幅を有し、他の無線送信と干渉する電気的ノイズ（電波障害）を発生させる。
電波障害を引き起こす可能性と、周波数帯域資源を無駄に使用していることから、1938年に国際電気通信連合によってクラスB減衰波の使用が国際的に禁止された。この規制における「減衰波」の定義が現代の技術に適用されるかどうかは不明確であり、超広帯域無線伝送システムなどの新たな無線技術に減衰波が使えるよう、この禁止事項を修正しようという動きがある。
理想的な減衰波は指数関数的に減少する波、すなわち、ピークの振幅が初期の最大値から指数関数的な速度でゼロに向かって減少する正弦波（または余弦波）であり、次の式で表される。
{\displaystyle v(t)=V_{p}e^{-\alpha t}\cos(\omega t)=V_{p}e^{-{t \over \tau }}\cos(2\pi ft)}
ここで、
{\displaystyle t}は時間（秒単位）
{\displaystyle V_{p}}は波のピークの振幅
{\displaystyle \omega =2\pi f}は、振動の角周波数（ラジアン毎秒単位）
{\displaystyle f}は振動の周波数（ヘルツ単位）
{\displaystyle \alpha =1/\tau }は波の減衰率
{\displaystyle \tau }は波の時定数（秒単位）、すなわちピーク振幅が初期値の{\displaystyle 1/e=0.378}まで減衰する時間である。